# Smile Empty Soul
Smile Empty Soul (с англ. — «Улыбнись, пустая душа») — американская рок-группа из Санта-Клариты, Калифорния.

## История

### Начало и одноимённый дебютный альбом (1998-2005)
Smile Empty Soul сформировалась в 1998 году, когда её участники учились в старших классах разных школ Санта-Клариты. Группа первоначально состояла из вокалиста и гитариста Шона Дэниелсена, басиста Райана Мартина и барабанщика Дерека Гледхилла.
27 мая 2003 года группа выпустила одноимённый дебютный альбом Smile Empty Soul. Продюсером альбома являлся Джон Льюис Паркер, так же были выпущены три успешных сингла. В марте 2005 года тираж альбома в США превысил 500 000.

### Anxiety (2005–2006)
22 сентября 2005 года во время концерта в «The Beaumont Club» в городе Канзас-Сити, Миссури, Шон Дэнилсен объявил, что их готовый к изданию новый альбом «Anxiety» не будет выпущен из-за разногласий с Lava Records. Когда альбом был полностью записан, песня «Holes» рассматривалась группой как ведущий сингл. Ознакомившись с лирикой песни, представители лейбла сделали своё замечание: строчка «Just admit that Jesus died for me, take your bibles and go home», по их мнению, могла бы оскорбить чувства религиозных людей. Группе было предложено сделать текст песни нейтральным, на что музыканты ответили отказом. Это послужило причиной затянувшегося конфликта, который завершился разрывом контракта. Лейбл также запретил группе издавать материал с альбома самостоятельно или же посредством других лейблов. Тем не менее, музыканты смогли найти выход из сложившейся ситуации: крайне ограниченный тираж промо-копий альбома, изначально не предназначенный для продажи, стал доступен для покупки на стойках с атрибутикой группы на концертах. Таким образом, уже к концу сентября 2005 года альбом оказался в сети. Официально «Anxiety» был издан лишь в 2008 году и переиздан в 2010 году.
После записи второго альбома Anxiety барабанщик Дерек Глэдхилл был заменён на Доминика Веира.

### Vultures (2006–2009)
13 июля 2006 года Smile Empty Soul подписали контракт с независимым лейблом Bieler Bros. Records. К этому моменту барабанщик Доминик Веир покинул группу. На его место был приглашен Джейк Килмер, а Майк Бут (ex-Cold) стал вторым гитаристом группы.
24 октября 2006 группа выпустила альбом Vultures. В альбоме нет ни одной песни из неизданного альбома Anxiety.
Vultures дебютировал на 169-м месте в чарте альбомов Billboard 200 с тиражом чуть более 5000 копий. Затем группа отправилась в турне с The Exies.
В конце апреля 2007 года группа рассталась с Майком Бутом, что стало обоюдным решением. Группа продолжает работать в составе трёх человек.

### Consciousness and More Anxiety (2009–2012)

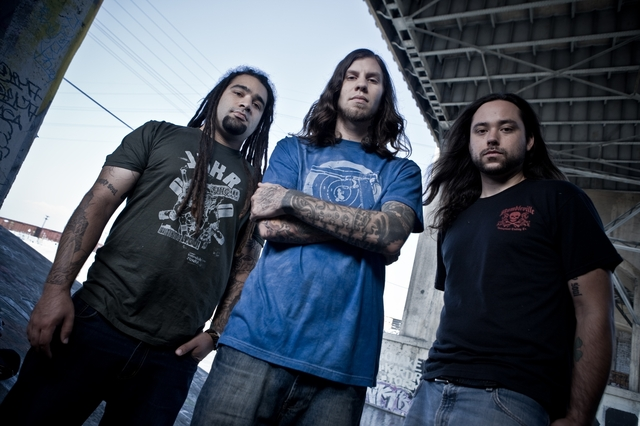

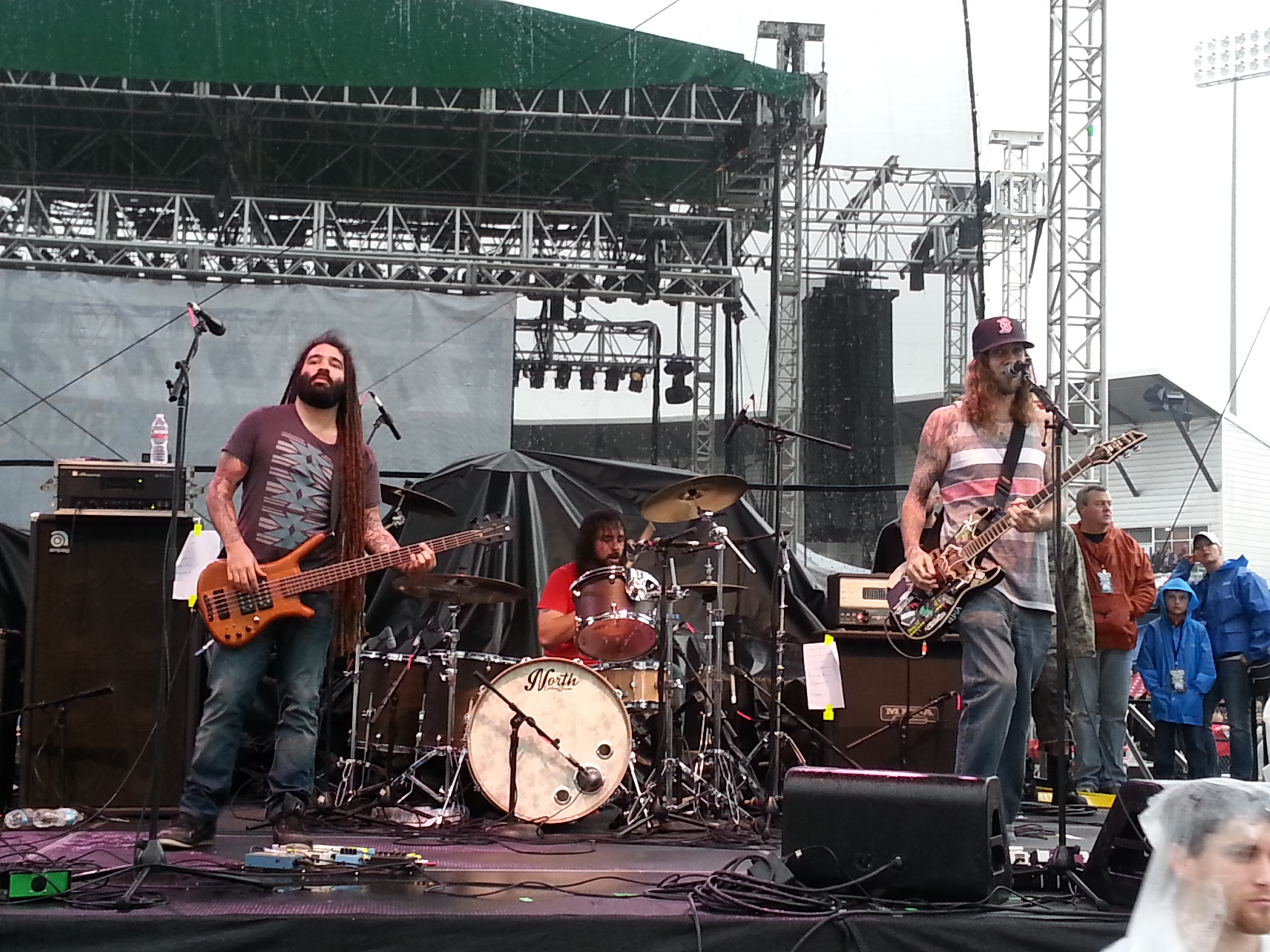

Трио приступило к записи своего нового альбома в Гринвилле, штат Южная Каролина, 1 февраля 2008 года.
Вскоре после того, как запись их нового альбома под названием Consciousness была завершена, группа вернулась в студию, чтобы записать еще несколько песен. Позже группа подтвердила, что они подписали контракт с F.O.F./EMI records. Затем Consciousness был выпущен в августе 2009 года.
В ноябре 2009 года на iTunes был выпущен альбом 2005 года Anxiety.
9 марта 2010 года было выпущено специальное издание More Anxiety, включающее бонусный DVD.
Smile Empty Soul выпустили музыкальные клипы на песни "We're Through" и "Faker" со своего альбома Consciousness.
В 2009 году было объявлено, что Дэниелсен сформировал новую группу под названием World Fire Brigade с вокалистом Fuel Бреттом Скаллионсом, в которую также входили басист Брэд Стюарт (экс-Shinedown) и бывший барабанщик Candiria Кен Шалк. Дебютный студийный альбом под названием Spreading My Wings был выпущен в августе 2012 года на лейбле FrostByte Media.

### 3’s (2012-2013)
14 марта 2012 года было объявлено, что Smile Empty Soul подписали контракт с eOne Music. 22 мая 2012 года они выпустили свой первый альбом с eOne Music, 3's.
В марте 2012 года был выпущен "Afterlife", первый сингл с альбома 3-х годов.
В апреле 2013 года вокалист Шон Дэниелсен выпустил свой сольный EP Enjoy the Process.

### Chemicals (2013–2015)
В июне 2013 года было объявлено, что Smile Empty Soul совместно с Pavement Entertainment создали импринт-лейбл Two Disciples Entertainment и выпустят Chemicals осенью 2013 года.
3 ноября 2014 года Дэниэлсен выпустил свой второй сольный EP под названием Food Chain.

### Shapeshifter, Rarities (2015–2017)
В сентябре 2015 года ансамбль также объявил на своей странице в Facebook, что в начале 2016 года ожидается выпуск EP и DVD. В апреле вышел EP “Shapeshifter”, состоящий из 6 треков, в числе которых были новые версии песен “Silhouettes”, “Bottom of Bottle”, “Nowhere Kids”.
В марте 2017 года группа  выпустила
сборник “Rarities” , состоящий из 13 редких и неизданных треков.

### Oblivion (2017–2018)
В сентябре 2017 года Джейк Килмер и Райан Мартин покинули группу, после чего Шон Дэниелсен остался её единственным оригинальным участником.
Марк Янг из (hed) P.E. и Виктор Рибас из Hurt присоединились к группе как гастролирующие, так и записывающие музыканты на басу и барабанах соответственно.
В мае 2018 вышел альбом “Oblivion”, состоящий из 10 треков, в том числе “Stars”, “My Name” и “Dopamine”, на которые были выпущены видеоклипы. После выхода альбома группа отправилась в тур.
Позднее, Янг и Рибас покинули группу.
В августе 2018 года стало известно, что место за барабанами займёт Тай Дель Роуз, после чего группа продолжила тур в поддержку “Oblivion”.

### Sheep, Acoustic sessions (2019-2020)
В феврале 2019 года вышел акустический EP “Acoustic Sessions Vol.1”. В его состав вошло 6 треков, в том числе акустические версии “Bottom of a Bottle”, “Don’t Ever Leave” и “Silhuettes”, на которые были сняты видеоклипы. Также были выпущены видеоклипы на песни “The Other Side” и “Whith This Knife”.
В декабре 2019 года группа выпустила EP под названием “Sheep”, в состав которого вошло 6 треков. Шон Дэниелсен, помимо вокала и гитары, также записал партии на бас-гитаре.
14 февраля 2020 года Шон объявил, что Smile Empty Soul продолжит выступать в составе из двух человек (с Тай Дель Роуз на барабанах). Шон использует специальный звукосниматель на своей электрогитаре, чтобы эмулировать звук бас-гитары.
В июне 2020 года вышел EP “Acoustic Sessions Vol.2”, в который вошли 6 треков, в том числе кавер-версии песен “Wonderwall” группы Oasis, “Basket Case” группы Green Day и “What a Wonderful World” Луи Армстронга.

### 2020
В июле 2020 года группа объявила, что, поскольку они не могут отправиться в турне (из-за пандемии), вместо этого они отправятся в студию для записи EP под названием “2020”.
Данный EP вышел в сентябре 2020 года, в него вошло 5 треков. На композиции “Entitled” и “Excommunicated” были сняты видеоклипы.

### Soft Songs for the Quarantined Mind (2021)
В январе 2021 года вышел EP “Soft Songs for the Quarantined Mind”, состоящий из 6 треков.

### Black Pilled (2021)
В октябре 2021 года группа выпустила альбом под названием “Black Pilled”, состоящий из 11 треков. На песни “Sunburn”, “Bitterness and Bleach”, “Exodus” были выпущены видеоклипы.

### The Lost of Everything (2022–н.в.)
В сентябре 2022 года вышел EP “The lost of everything”. На композиции “Manifesto” и “A storm is coming” были выпущены ведиоклипы.
Также в 2022 году группа выпустила сингл “Ride”.
В 2024 году были выпущены синглы “Savior”, “The Rope”.
1 августа 2024 года Тай Дель Роуз на своей странице в Facebook сообщил, что покидает группу. Его место на гастролях до конца августа займёт Джон Лори.

## Дискография

### Студийные и мини-альбомы
| Дата выпуска     | Название                            | Примечания                         |
| ---------------- | ----------------------------------- | ---------------------------------- |
| 27 мая 2003      | Smile Empty Soul                    | 94-е место в чарте “Billboard 200” |
| 27 сентября 2005 | Anxiety                             |                                    |
| 24 октября 2006  | Vultures                            |                                    |
| 2007             | B-sides                             | мини-альбом (EP)                   |
| 25 августа 2009  | Consciousness                       |                                    |
| 22 мая 2012      | 3's                                 |                                    |
| 1 октября 2013   | Chemicals                           |                                    |
| 1 апреля 2016    | Shapeshifter                        | мини-альбом (EP)                   |
| 10 марта 2017    | Rarities                            |                                    |
| 25 мая 2018      | Oblivion                            |                                    |
| 22 февраля 2019  | Acoustic Sessions Vol.1             | мини-альбом (EP)                   |
| 6 декабря 2019   | Sheep                               | мини-альбом (EP)                   |
| 30 июня 2020     | Acoustic Sessions Vol.2             | мини-альбом (EP)                   |
| 12 января 2021   | Soft Songs for the Quarantined Mind | мини-альбом (EP)                   |
| 12 октября 2021  | Black Pilled                        |                                    |
| 4 октября 2022   | The Loss of Everything              | мини-альбом (EP)                   |

### Синглы
| Год                                      | Сингл                | Высшее место в чартах | Высшее место в чартах | Высшее место в чартах | Из альбома       |
| Год                                      | Сингл                | US [A]                | Alternative Songs     | Hot Mainstream Rock   | Из альбома       |
| ---------------------------------------- | -------------------- | --------------------- | --------------------- | --------------------- | ---------------- |
| 2003                                     | «Bottom of a Bottle» | 107                   | 7                     | 8                     | Smile Empty Soul |
| 2004                                     | «Nowhere Kids»       | —                     | 27                    | 26                    | Smile Empty Soul |
| 2004                                     | «Silhouettes»        | —                     | 22                    | 25                    | Smile Empty Soul |
| 2005                                     | «Don’t Need You»     | —                     | —                     | 37                    | Anxiety          |
| 2006                                     | «The Hit»            | —                     | —                     | —                     | Vultures         |
| 2007                                     | «Here’s to Another»  | —                     | —                     | —                     | Vultures         |
| 2007                                     | «Loser»              | —                     | —                     | —                     | Vultures         |
| 2009                                     | «Don’t Ever Leave»   | —                     | —                     | —                     | Consciousness    |
| «—» означает, что сингл не вошёл в чарты |                      |                       |                       |                       |                  |

## Видео
- Bottom of a Bottle
- Nowhere Kids
- Silhouettes
- This Is War
- Here’s To Another
- Jesus Is The Manager At Wal-Mart
- Loser
- Don’t Ever Leave (2009)
- We’re Through (2009)
- Afterlife (2012)
- Wrecking Ball
- Dopamine (2018)[13]